# 安達健太郎
安達 健太郎（あだち けんたろう、1979年5月14日 - ）は、日本のお笑い芸人。元シュガーライフ、元カナリアのボケ・ネタ作り担当。シュガーライフ時代の立ち位置は左、カナリア時代の立ち位置は右。カナリア解散後はピン芸人。
大阪府大阪市生野区出身。吉本興業東京本社（東京吉本）所属。奈良育英高校出身。身長182cm、体重65kg。

## 人物
大阪NSC21期生。1998年から2003年にかけ植松哲平とコンビ「シュガーライフ」として活動。2003年から2018年にかけボンざわーるどとコンビ「カナリア」として活動。
実家は『安達電気商店』という電気店を経営しており、姉が1人いる。中学受験をし、高校も附属の学校に通っていた。学生時代に所属していたバスケットボール部がインターハイ出場を果たしているが、安達はレギュラーではない。
子供の頃の憧れの職業は「お笑い芸人」と言うほどお笑いが好き。ちなみに好きな単語は「お笑い」。
2011年10月28日に交際していた女性と結婚。

### 体質
体が弱いらしく、すぐに吐くのでスポーツも嫌いになった。またタートルネックを着るとえづいてしまう。部屋の模様替えしている際に痛めて椎間板ヘルニアになり、今でも時々腰痛に悩まされている。本人いわく、朝起きたときの空気でその日の腰の具合がわかるらしい。2010年に入ってからもヘルニアが悪化し、椅子に座ったまま相方のボン溝黒に押されて舞台に上がり、ネタを行ったことがある。
体質的にも動物アレルギーなど抱えるほど病弱だが無理をすることが多く、医師から軽症の腹膜炎と診断された際「我慢出来なくなったらもう一度診察受けに来て」と言われたが、我慢できなくなり再診した時には「数時間遅れれば命に関わっていた」ほど重症化していて緊急手術になったことがある。
食べても太らない体質で、最も痩せてた時は182cmに対して50kgそこそこしかなかった。「ロケット鉛筆」と自称していたが、2009年ごろに、本人いわく面白ボディを手に入れた（少しお腹が膨らんだ）。しかし、相方に「リアルで笑えない」とツッコまれていた。また酒好きでもあり同時に強いが、2009年に無理をしすぎて急性肝炎で緊急入院した。
他にも閉所恐怖症で狭いところに入るとパニックに陥る。CTスキャンでもパニックになったらしい。また先端恐怖症でもある。
先天的に腎臓が1つしかない。

### ヒロ安達
よく俳優の水嶋ヒロに似ていると言われ、間違えられるのが嫌で髪を切ったと語っていた。しかし、水嶋ヒロが出演している東京DOGS第一話放送後に水嶋ヒロとまったく同じパーマをかけていたことにライセンスが疑問を抱き調べていったところ、現在行きつけの美容室の担当の人に話を聞くと、初めて訪れた際に安達が「水嶋ヒロみたいな髪型にして。」といっていたことがばれた。今回の髪型も安達がおまかせでといって、担当の人がわざわざ同じパーマにしてくれたらしい。その後ライセンスには「ヒロ安達（相方「ボン溝黒」にかけている）」と呼ばれている（10月27日 LICENSE vol. BLOG内にて）。さらに最近では自ら「水嶋ヒロです。」と、ボケることが多い。
千原せいじ（千原兄弟）は『仮面ライダーカブト』を見ていた際、1話 - 5話まで安達だと思い込んでいて、子供に「お父さんの後輩やで」と言っていた。

## 芸風
- 引き笑いが特徴。コントでは女装もする。一発ギャグなどをすることがある。

## 音楽関連
歌唱力はセミプロ級で、漫才でも歌を使ったネタがいくつかある。音楽番組にレギュラー出演しているが、『HEY!HEY!HEY!』の前説をしていた頃は音楽に疎く、「リア・ディゾンの皆さんです!」と呼び込んだことがあった。カラオケの十八番はやしきたかじんの「やっぱ好きやねん」。
コンビネタ以外にも、Adachilds（アダチャイルズ）というアイドルコントユニットを結成し、プロデューサーをしていた時は、そのグループのために作詞作曲もしている。現在も個人のライブの時にギターで弾き語りを披露することがあるが、ギターは下手。

## エピソード
- カナリアの前は植松哲平と『シュガーライフ』というコンビを組んでいた。
- 『学校へ行こう!』のコーナー「クラブパイレーツ」に『カナリア安達』としてピンで出場していた。
- 相方の「ボン溝黒」につりあうようにハブ（Bコース）が付けた芸名が『MAX安達』。しかしながら本人は気に入っていない。
- 泳げない。
- テンパった状態になると極度に甲高い声を発する癖がある。
- 好物はスパゲッティで、スパゲッティさえあれば生きていけると述べている。
- 喫煙者でKOOLKINGSを吸っている。
- 相方の家の事をよくテレビなどで話す。それをきっかけに相方の兄とケンカし、売れたら謝りに行くと決めている。また、ボンの彼女についてもよくいじるため、彼女からも嫌われていると言っている。
- ライセンスとは大阪時代から仲が良い。二人からは「健太郎」と下の名前で呼ばれている。
- メダカを飼っている。
- 自宅の家具やインテリアは、ほとんどアジアン雑貨店で購入している。
- 吉本男前ランキングで2008年度17位、2009年度15位、2010年度9位。2011年度7位。
- 2009年の7月下旬に体調不良のため入院。原因は本人曰く「酒の飲み過ぎで肝臓がバカになったため」。LIVE STAND最終日のエンディングに体調不良で医務室に行った際、黄目になっておりすぐ医者に行くように言われた。その後診察の結果、肝臓の数値が通常40〜50くらいのところ、2000であったと医者に告げられたらしい。さらに自宅療養が必要とのことで、同年8月7日まで仕事を一時休業。そのため参加予定であったライセンス全国ツアー LICENSE vol．ZEPP ENJOY!!〜grow up 2009〜福岡・名古屋公演、AGEAGELIVE等は不参加（ボン溝黒のピン参加）。7月24日の名古屋での単独ライブは9月に延期となった。
- 2009年8月8日開催のライセンス全国ツアー LICENSE vol．ZEPP ENJOY!!〜grow up 2009〜大阪公演より仕事復帰。
- 2010年6月25日のシチサンLIVEにて、あまり周りが美人と思わない人を美人と思うらしく、パンクブーブーの黒瀬に「化け物の膝小僧みたいなやつと歩いているのを見た」と言われている。
- 好みの女性のタイプは背が小さく一重で、びっくりするぐらい太っている子（自分と正反対の子）。
- 相方のことを「おともだち」と言い、他の芸人もそれに倣っている。
- 沖縄の飲み物「ルートビア」を飲ませたら「湿布を溶かした汁やないかっ!」と、言った。
- 「Adachilids」という、芸人で構成されたアイドルグループをプロデュースしている。メンバーはブロードキャスト・吉村、御茶ノ水男子・しいはしジャスタウェイ、マヂカルラブリー・野田クリスタル、ミルククラウン・ジェントル、パンサー・向井と尾形（菅もオーナーという立ち位置でAdachildsに携わっている）、ジャングルポケット・太田。メンバー全員がパンツ一丁という出で立ちをしている。
- 引き笑いは母からの遺伝らしい。母親は、長ネギを切ると引き笑いをする。
- サインがフルネームの時と苗字だけの時がある。基本の形は同じで平仮名。
- 髭を生やしているときは、剃るのがめんどくさいから。しかし嫁には「きちゃない」と言われる。

## 出演
ピンでの出演。コンビとしてはカナリアを参照。

### バラエティー番組
- 学校へ行こう!（TBSテレビ）
- 人志松本の○○な話（2011年1月14日、フジテレビ）
- ダウンタウンのガキの使いやあらへんで!（2020年9月6日、日本テレビ）
- notallミュージックトークライブ『 6U 』（2021年4月28日、wallop）[3]

### テレビドラマ
- お助け屋☆陣八 第5話（2013年2月7日、読売テレビ） - 竹内幸雄 役
- 刑事7人 第5シリーズ 第6話（2019年8月21日、テレビ朝日） - 池松亮 役
- 遺留捜査 第6シーズン 第9話（2021年3月11日、テレビ朝日） - 結城達郎 役

### 舞台
- EROFISH〜fourth〜（2022年5月13日 - 5月27日、πTOKYO）[4]
- ミットたうん（2025年5月24日・25日〈予定〉、CBGKシブゲキ!!）[5]

## その他
- いけや賢二（犬の心）、又吉直樹（ピース）、五明拓弥（グランジ）らと、ヨシモト∞ホールにて「おのれ」というイベントを行なっている。